# Indutrade
Indutrade Aktiebolag är en svensk industrikoncern som består av drygt 200 bolag i 27 länder i fyra världsdelar. Verksamheten har två huvudinriktningar: bolag med industriell teknikförsäljning samt bolag med egentillverkade produkter. En betydande del av koncernens tillväxt utgörs av företagsförvärv.
Indutrade är sedan 2005 börsnoterat, på Nasdaq OMX Stockholm, Large Cap, och omsatte 2017 drygt 15 miljarder kronor medan antalet anställda uppgick till drygt 6 000. 
Större aktieägare är L E Lundbergföretagen 25,6 %, AMF Försäkring och Fonder 12,4%, Didner & Gerge Fonder 8,5% och Handelsbanken Fonder 6,0 %.